# کاپرتون (یوتا)
کاپرتون (به انگلیسی: Copperton) یک منطقهٔ مسکونی در ایالات متحده آمریکا است که در شهرستان سالت‌لیک، یوتا واقع شده‌است. کاپرتون ۰٫۸۱ کیلومتر مربع مساحت و ۸۲۶ نفر جمعیت دارد.